# Czebe Attila
Czebe Attila (Budapest, 1975. december 26. –) magyar sakkozó, nemzetközi nagymester.

## Pályafutása
1995-ben az 1-2. helyen végzett az U20 korosztályos magyar junior sakkbajnokságon, mely eredménye alapján képviselhette Magyarországot a Cholonban rendezett U20 korosztályos junior Európa-bajnokságon..
2003-ban szerezte meg a nemzetközi nagymesteri címet. A normát 2001-ben Neumban, 2002-ben Mentonában és 2003-ban Bukarestben teljesítette.
A 2016. augusztusban érvényes Élő-pontértéke a klasszikus sakkjátékban 2458, rapidsakkban 2487, villámsakkban 2438. A magyar ranglistán az aktív játékosok között a 39. helyen áll. Legmagasabb pontértéke a 2011. júliusban elért 2526 volt.

## Csapateredményei
A MITROPA Kupában négy alkalommal játszott a magyar válogatottban (1997, 2002, 2005, 2013), amelyeken két alkalommal a 3., két alkalommal az 5. helyen végzett a csapat.

## Kiemelkedő versenyeredményei
Rendszeres versenyzője a Budapesten megrendezésre kerülő First Saturday versenyeknek, amelyeken az alábbi kiemelkedő eredményeket érte el:
- 1993: 1. helyezés FS10 IM-B
- 1996: 1. helyezés FS12 IM
- 1997: 1-2. helyezés FS06 IM
- 1998: 1-2. helyezés FS09 IM-A
- 1999: két alkalommal 1. helyezés: FS09 IM-B és FS12 IM-A
- 2002: 1-2. helyezés FS08 IM-B
- 2005: 1. helyezés FS06 GM és 1-2 helyezés FS09 GM
- 2007: 2. helyezés FS09 GM[5]
- 2009: 1. helyezés FS10 GM[6]
- 2010: 2. helyezés FS03 GM[7]
- 2011: 1. helyezés FS11 GM[8]
- 2012: 2. helyezés FS05 GM[9]
- 2012: 3. helyezés FS12 GM[10]
- 2013: 3. helyezés FS02 GM[11]

További kiemelkedő eredményei:
- 1-2. helyezés: Honvéd-B verseny Budapest (1997)
- 1. helyezés: Szeged (1998),
- 2. helyezés: Baden (2000)
- 2. helyezés: Balatonlelle (2001)[12]
- 1. helyezés: Káli-kupa Mindszentkálla (2002)[13]
- 1. helyezés: Zalakaros (2002)[14]
- 2-3. helyezés: Balaguer (2003)[15]
- megosztott 1. helyezés: Zalakaros (2004)[16]
- megosztott 1. helyezés: Basel (2004)[17]
- 1. helyezés: Harkány (2004)[18]
- 1-2. helyezés: Harkány (2007)[19]
- 1. helyezés: Zürich (2008)[20]
- 1. helyezés: Szombathely (2010)[21]
- 1. helyezés: Balatonföldvár (2010)[22]
- 1. helyezés: Paks Open (2011)[23]
- 1. helyezés: Balatonföldvár (2011)[24]
- 2-3. helyezés: Sydney (2012)[25]
- 1. helyezés: Malakka (2012)[26]
- 2-4. helyezés: Mumbai (2012)[27]
- 2-4. helyezés: Leros (2012)[28]
- 1. helyezés: Korbach (2012)[29]
- 2-4. helyezés: Gabcikovo (2013)[30]
- 1-2. helyezés: Debrecen (2013)[31][32]
- 1-2. helyezés: Arad (2013)[33]
- 1-3. helyezés: Balatonföldvár (2013)[34]
- megosztott 1. helyezés: Agde (2013)[35]